# Kyle Nedd
Kyle Nedd (* 2007) ist ein grenadischer Leichtathlet, der im Sprint und im Hürdenlauf an den Start geht.

## Sportliche Laufbahn
Erste internationale Erfahrungen sammelte Kyle Nedd bei den CARIFTA Games 2024 in St. George’s, bei denen er in 56,27 s den siebten Platz im 400-Meter-Hürdenlauf in der U20-Altersklasse belegte und über 110 m Hürden mit 15,25 s auf Rang acht gelangte. Im Jahr darauf kam er bei den CARIFTA Games in Port of Spain im Finale über 400 m Hürden nicht ins Ziel und belegte in 14,30 s den siebten Platz im 110-Meter-Hürdenlauf. Zudem gewann er mit der grenadischen Mixed-Staffel über 4-mal 400 Meter in 3:27,46 min die Bronzemedaille. 
2025 wurde Nedd grenadischer Meister in der 4-mal-400-Meter-Staffel.

## Persönliche Bestzeiten
- 110 m Hürden: 14,59 s (+1,7 m/s), 1. März 2025 in St. George’s
- 400 m Hürden: 52,16 s, 20. April 2025 in Port of Spain